# Лакха Сингх
Лакха Сингх (хинди राणा लाखा; ? — 1421) — третий махарана княжества Мевар из династии Сисодия (1382—1421) .

## Биография
Сын и преемник махараны Кшетры Сингха и правил с 1382 года до своей смерти в 1421 году.
Лакха Сингх был женат несколько раз и имел по крайней мере восемь сыновей. Его сын Мокал Сингх от жены Хансы Бай из Мандора (ныне в Джодхпуре) стал четвертым махараной в 1421 году. Во время его правления Лакха отобрал у Дели оставшиеся территории Мевара. Его старший сын Чунда дал клятву защищать свою родину от всех внешних сил, которые пытались захватить государство Мевар, в обмен на брак его отца с Рани Ханса Бай. После некоторых недоразумений с Рани Хансой Бай и Рао Ранмалом (братом Рани Хансы Бай) Рана Чунда покинул форт Читторгарх и отправился в форт Бегу в район Читторгарха и правил там сам. Последователи Чунды известны как Чундаваты.
Рана Лакха Сингх был одним из самых успешных махараной Мевара. Он расширил свои владения , подчинив Мервар и разрушив его главную крепость, Берахтгарх, на руинах которого он основал Баднор. Именно в это время были обнаружены оловянные и серебряные рудники Джавара в стране, отвоеванной у бхилов его отцом. Рана Лакха совершил набег на Гайю в Бихаре и положил конец налогу на паломничество там. На полученные таким образом доходы он восстановил дворцы и храмы, разрушенные Алауддином Хилджи, раскопал водохранилища и озера, возвел огромные валы, чтобы перекрыть их воды, и построил ряд фортов. Он завоевал раджпутов Санкхла в Шекхавати (территория Нагарчал) и, как и его отец, разбил делийскую армию во главе с султаном Фируз-шахом Туглаком при Бадноре.